# Klasika Primavera
La Klasika Primavera (en español: Clásica de Primavera), también conocida como el Klasika Primavera de Amorebieta, o en sus primeros años Gran Premio Primavera de Amorebieta, es una carrera ciclista profesional de un día española que se disputa en Amorebieta (Vizcaya, España) y sus alrededores, en el mes de abril. 
La prueba suele tener lugar el domingo inmediatamente posterior a la Vuelta al País Vasco (de categoría UCI ProTour). Desde la creación de los Circuitos Continentales UCI en 2005 pertenece al UCI Europe Tour en la categoría 1.1.
Su recorrido suele ser similar todos los años, recorriendo las comarcas del Duranguesado y Arratia-Nervión (Vizcaya): unos 100 primeros kilómetros llanos con varios pasos por la meta de Amorebieta y posteriormente un circuito al que se dan varias vueltas, en las últimas ediciones tres, con los altos de Montecalvo (en euskera llamado Muniketa o Muniketagane) y Autzagane y a menos de 5 km después de coronar este último la llegada a Amorebieta.
Su organización corre a cargo de la Sociedad Ciclista Amorebieta.

## Palmarés
| Año                                                   | Ganador                    | Segundo                     | Tercero                       |           |
| ----------------------------------------------------- | -------------------------- | --------------------------- | ----------------------------- | --------- |
| ediciones no oficiales                                |                            |                             |                               |           |
| 1946                                                  | Dalmacio Langarica         | Miguel Lizarazu             | Francisco Expósito            |           |
| 1947                                                  | Miguel Poblet              | José López Gandara          | Julián Berrendero             |           |
| 1948-1954 ediciones no realizadas ediciones oficiales |                            |                             |                               |           |
| 1955                                                  | Hortensio Vidaurreta       | Jesús Loroño                | Carmelo Morales Erostarbe     |           |
| 1956                                                  | Cosme Barrutia             | Jesús Morales Erostarbe     | Antón Barrutia                |           |
| 1957                                                  | Emilio Cruz Díaz           | Carmelo Morales Erostarbe   | Francisco Moreno Martínez     |           |
| 1958                                                  | Antonio Karmany            | Jacinto Urrestarazu         | Jesús Davoz Gorrotxategi      |           |
| 1959                                                  | Roberto Morales            | Carmelo Morales Erostarbe   | Francisco Moreno Martínez     |           |
| 1960                                                  | Carmelo Morales Erostarbe  | Felipe Alberdi              | Antonio Karmany               |           |
| 1961                                                  | Julio San Emeterio         | Miguel Muruaga              | Roberto Morales               |           |
| 1962                                                  | Patxi Gabica               | Eusebio Vélez               | Antón Barrutia                |           |
| 1963                                                  | Eusebio Vélez              | José Antonio Momeñe         | Manuel Martín Piñera          |           |
| 1964                                                  | Eusebio Vélez              | Rafael Carrasco             | José Pérez Francés            |           |
| 1965                                                  | José Pérez Francés         | Luis Otaño                  | Ramón Sáez Marzo              |           |
| 1966                                                  | Antonio Gómez del Moral    | José Antonio Momeñe         | José Pérez Francés            |           |
| 1967                                                  | Antonio Gómez del Moral    | José Manuel López Rodríguez | Jorge Mariné                  |           |
| 1968                                                  | Eusebio Vélez              | Txomin Perurena             | Salvador Canet García         |           |
| 1969                                                  | José Manuel Lasa           | Antonio Gómez del Moral     | José Manuel López Rodríguez   |           |
| 1970                                                  | Carlos Echeverría          | Joaquín Galera              | Jesús Aranzabal               |           |
| 1971                                                  | Txomin Perurena            | José Manuel López Rodríguez | Agustín Tamames               |           |
| 1972                                                  | José Gómez Lucas           | José Luis Abilleira         | Agustín Tamames               |           |
| 1973                                                  | Miguel María Lasa          | José Luis Abilleira         | Ventura Díaz Arrey            |           |
| 1974                                                  | Andrés Oliva               | Txomin Perurena             | José Luis Abilleira           |           |
| 1975                                                  | Antonio Martos             | José Martins                | José Antonio González-Linares |           |
| 1976                                                  | Enrique Cima               | Francisco Javier Elorriaga  | Eulalio García                |           |
| 1977                                                  | Vicente López Carril       | Enrique Cima                | Klaus-Peter Thaler            |           |
| 1978                                                  | Txomin Perurena            | Jesús Suárez Cueva          | Eulalio García                |           |
| 1979                                                  | Miguel María Lasa          | Dominique Sanders           | Jesús Suárez Cueva            |           |
| 1980                                                  | Juan Fernández Martín      | Miguel María Lasa           | Pedro Vilardebó               |           |
| 1981                                                  | José Luis López Cerrón     | Eulalio García              | Vicente Belda                 |           |
| 1982                                                  | Jesús Suárez Cueva         | Eulalio García              | Juan Fernández Martín         |           |
| 1983                                                  | Juan Fernández Martín      | Juan Carlos Alonso Derteano | Marino Lejarreta              |           |
| 1984                                                  | José Luis Navarro Martínez | Jesús Rodríguez Magro       | Felipe Yáñez                  |           |
| 1985                                                  | Fede Etxabe                | José Recio                  | Iñaki Gastón                  |           |
| 1986                                                  | Fede Etxabe                | Marino Lejarreta            | Peter Hilse                   |           |
| 1987                                                  | Julián Gorospe             | Fede Etxabe                 | Marino Lejarreta              |           |
| 1988                                                  | Jørgen Vagn Pedersen       | Peter Hilse                 | Vicente Ridaura               |           |
| 1989                                                  | Marino Lejarreta           | Álvaro Pino                 | Fede Etxabe                   |           |
| 1990                                                  | Iñaki Gastón               | Jesús Montoya               | Marino Lejarreta              |           |
| 1991                                                  | Jesús Montoya              | Julián Gorospe              | Jon Unzaga                    |           |
| 1992                                                  | Fede Etxabe                | Mikel Zarrabeitia           | Iñaki Gastón                  |           |
| 1993                                                  | Jon Unzaga                 | Pedro Delgado               | Fernando Escartín             |           |
| 1994                                                  | Melcior Mauri              | Jesús Montoya               | Raúl Alcalá                   |           |
| 1995                                                  | Laurent Jalabert           | Mauro Gianetti              | Fernando Escartín             |           |
| 1996                                                  | Mauro Gianetti             | Pascal Richard              | Piotr Ugriúmov                |           |
| 1997                                                  | Mikel Zarrabeitia          | Laurent Jalabert            | Stéphane Heulot               |           |
| 1998                                                  | Roberto Heras              | Udo Bölts                   | Daniel Clavero                |           |
| 1999                                                  | Roberto Heras              | Davide Rebellin             | David Etxebarria              |           |
| 2000                                                  | Unai Etxebarria            | Udo Bölts                   | Roberto Heras                 |           |
| 2001                                                  | Igor Astarloa              | Eddy Mazzoleni              | Gianni Faresin                |           |
| 2002                                                  | Ángel Vicioso              | Unai Etxebarria             | David Etxebarria              |           |
| 2003                                                  | Alejandro Valverde         | Samuel Sánchez              | Nicki Sørensen                |           |
| 2004                                                  | Alejandro Valverde         | Eddy Mazzoleni              | Jens Voigt                    |           |
| 2005                                                  | David Etxebarria           | Damiano Cunego              | Aitor Osa                     |           |
| 2006                                                  | Carlos Sastre              | Damiano Cunego              | Joaquim Rodríguez             |           |
| 2007                                                  | Joaquim Rodríguez          | Alejandro Valverde          | Matteo Bono                   |           |
| 2008                                                  | Damiano Cunego             | Alejandro Valverde          | Kjell Carlström               |           |
| 2009                                                  | Alejandro Valverde         | Egoi Martínez               | José Herrada                  |           |
| 2010                                                  | Samuel Sánchez             | Igor Antón                  | Fränk Schleck                 |           |
| 2011                                                  | Jonathan Hivert            | David López García          | Nick Nuyens                   |           |
| 2012                                                  | Giovanni Visconti          | Alejandro Valverde          | Igor Antón                    |           |
| 2013                                                  | Rui Alberto Costa          | Pablo Urtasun               | Alberto Contador              |           |
| 2014                                                  | Pello Bilbao               | Gorka Izagirre              | David Belda                   |           |
| 2015                                                  | José Herrada               | Yevgueni Shalunov           | Carlos Barbero                |           |
| 2016                                                  | Giovanni Visconti          | Gorka Izagirre              | Sergio Pardilla               |           |
| 2017                                                  | Gorka Izagirre             | Wilmar Paredes              | Rui Vinhas                    |           |
| 2018                                                  | Andrey Amador              | Alejandro Valverde          | Wilmar Paredes                |           |
| 2019                                                  | Carlos Betancur            | Carlos Quintero             | Eduard Prades                 |           |
| 2020                                                  | cancelada                  | cancelada                   | cancelada                     | cancelada |
| 2021                                                  | cancelada                  | cancelada                   | cancelada                     | cancelada |

## Estadísticas

### Más victorias
| Ciclista                | Victorias | Años              |
| ----------------------- | --------- | ----------------- |
| Eusebio Vélez           | 3         | 1963, 1964 y 1968 |
| Fede Etxabe             | 3         | 1985, 1986 y 1992 |
| Alejandro Valverde      | 3         | 2003, 2004 y 2009 |
| Antonio Gómez del Moral | 2         | 1966 y 1967       |
| Txomin Perurena         | 2         | 1971 y 1978       |
| Miguel María Lasa       | 2         | 1973 y 1979       |
| Juan Fernández Martín   | 2         | 1980 y 1983       |
| Roberto Heras           | 2         | 1998 y 1999       |
| Giovanni Visconti       | 2         | 2012 y 2016       |

En negrilla corredores activos.

### Victorias consecutivas
- Dos victorias seguidas:
  -  Eusebio Vélez (1963, 1964)
  -  Antonio Gómez del Moral (1966, 1967)
  -  Fede Etxabe (1985, 1986)
  -  Roberto Heras (1998, 1999)
  -  Alejandro Valverde (2003, 2004)

En negrilla corredores activos.

## Palmarés por países
Solo ediciones oficiales
| País       | Victorias | Último vencedor              |
| ---------- | --------- | ---------------------------- |
| España     | 54        | Gorka Izagirre en 2017       |
| Italia     | 3         | Giovanni Visconti en 2016    |
| Francia    | 2         | Jonathan Hivert en 2011      |
| Dinamarca  | 1         | Jørgen Vagn Pedersen en 1988 |
| Suiza      | 1         | Mauro Gianetti en 1996       |
| Venezuela  | 1         | Unai Etxebarria en 2000      |
| Portugal   | 1         | Rui Costa en 2013            |
| Costa Rica | 1         | Andrey Amador en 2018        |
| Colombia   | 1         | Carlos Betancur en 2019      |